# Napój

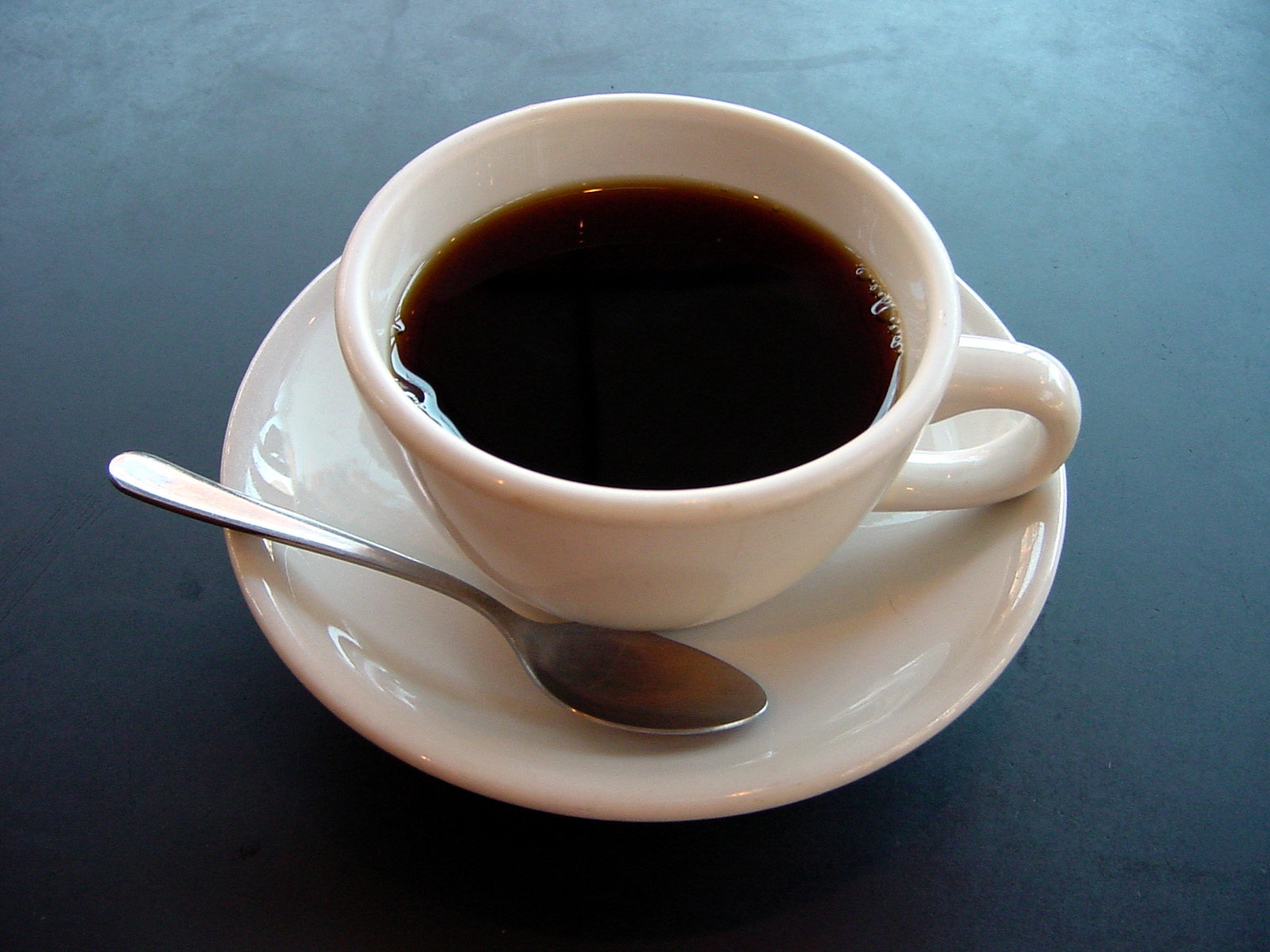
Kawa

Napój – płyn przeznaczony do konsumpcji przez człowieka. Napoje oprócz swojej podstawowej funkcji, jaką jest zaspokojenie pragnienia oraz dostarczanie pijącemu wartości odżywczych, mogą pełnić między innymi funkcje lecznicze, obyczajowe i obrzędowe (np. podczas zaślubin czy liturgii).

## Napoje produkowane z udziałem owoców i warzyw

### Sok
Soki, zgodnie z przepisami Polski oraz Unii Europejskiej, są to napoje wykonane z naturalnych składników pozyskanych w procesie wytwarzania soku. Obecnie jedynymi dozwolonymi dodatkami do soków są: 
- cukier spożywczy i inne naturalne substancje słodzące (do 15 gramów na litr) – wszystkie soki z wyjątkiem gruszkowego i winogronowego;
- kwasek cytrynowy (do 3 gramów na litr) – wyłącznie soki niezawierające dodatku cukru;
- naturalne przyprawy i zioła – soki warzywne i przecierowe;
- witaminy (np. C, E, beta-karoten) i minerały (np. wapń, potas, magnez).

### Nektar owocowy
Nektary są to napoje wytworzone z rozcieńczonego soku, do produkcji których dozwolone jest stosowanie naturalnych (do 200 gramów na litr) i sztucznych substancji słodzących oraz dodatkowych naturalnych barwników i aromatów oraz dopuszczone jest stosowanie kwasku cytrynowego w słodzonych napojach. Niedozwolone jest natomiast stosowanie sztucznych konserwantów, barwników czy aromatów. Minimalna zawartość soku w nektarze według przepisów Polski i Unii Europejskiej wynosi:
- 50% dla jabłek, gruszek, pomarańczy, brzoskwiń oraz ananasów;
- 40% dla jeżyn, malin, truskawek, czereśni, moreli;
- 35% dla wiśni;
- 30% dla śliwek, agrestu oraz żurawin;
- 25% dla czarnej, czerwonej i białej porzeczki, cytryn, bananów, granatów, guawy, mango, papai.

### Napój owocowy
Przepisy Polski oraz Unii Europejskiej określają tym terminem wszystkie napoje bezalkoholowe produkowane na bazie soków (zawierające sok owocowy) zawierające dodatki niedozwolone przy produkcji soków oraz nektarów. Obecnie nie obowiązują żadne limity określające minimalną zawartość soku. Przyjmuje się, że są to produkty zawierające mniej soku niż nektary. Przeważnie zawartość ta mieści się w przedziale od 0,1% do 25%.